# 英國海岸

英國海岸（英語：English Coast）是南極洲的海岸，位於帕爾默地西部，處於里德貝格半島和巴斯雷斯冰原島峰之間，西面是布萊恩海岸，在1940年由美國研究隊發現。
73°30′S 73°0′W / 73.500°S 73.000°W